# آتش (فیلم ۱۹۹۴)
«آتش» (انگلیسی: Aag) فیلمی هندی در سبک اکشن است که در سال ۱۹۹۴ منتشر شد. از بازیگران آن می‌توان به گوویندا و شیلپا شتی اشاره کرد.